# Tupac Shakur
Tupac Amaru Shakur (IPA: /ˈtuːpɑːk ʃəˈkʊər/), född Lesane Parish Crooks den 16 juni 1971 i New York, död 13 september 1996 i Las Vegas, Nevada (mördad), även känd under sina artistnamn 2Pac och Makaveli, var en amerikansk rappare och skådespelare.
Tupac är en av de mest inflytelserika hiphopartisterna någonsin, med stor internationell framgång. Han är även en av de mest framgångsrika artisterna genom alla tider. Han har sålt över 100 miljoner album vilket gör honom till en av de bäst säljande artisterna genom alla tider. Tupac var även filmskådespelare och samhällsaktivist. MTV rankade Tupac som etta på sin lista över tidernas största MC:s. Han har blivit en kulturell ikon till följd av sina framgångar och influenser inom musiken och poesin.
Tupacs låtar handlar om att växa upp bland våld i gettot, om rasism och andra samhällsproblem samt om konflikter med andra rappare. Hans musik är känd för sina råa beskrivningar av våld, narkotika- och alkoholmissbruk i ett budskap som förespråkar politisk, ekonomisk, social och etnisk jämlikhet. Tupac har kritiserats för sina kontroversiella låttexter om våld och narkotika.
Tupac blev stämd vid ett flertal tillfällen och fick även erfara många andra juridiska problem. Han blev bland annat beskjuten fem gånger och rånad i lobbyn i en inspelningsstudio i New York. Efter händelsen växte Tupacs misstankar om att andra personer inom rapindustrin hade haft kännedom om händelsen och ändå inte varnat honom. Denna kontrovers bidrog till rivaliteten mellan East Coast- och West Coast-hiphopen. Tupac dömdes senare för sexuella övergrepp. Efter att ha avtjänat elva månader av sitt straff släpptes han från fängelset efter ett överklagande som finansierades av Marion "Suge" Knight, VD för Death Row Records. I utbyte mot Suges bistånd gick Tupac med på att släppa tre album under skivbolaget. 
I september 1996 blev Tupac skjuten när han åkte i en bil på väg till nattklubben Club 662 i Las Vegas som ägdes av Marion "Suge" Knight där Tupac skulle uppträda. Sex dagar senare, den 13 september 1996, avled han av sina skador. Det finns en mängd olika teorier av vem som ligger bakom mordet men under 2010-talet släppte detektiven Greg Kading, som utredde mordet på Christopher Wallace, även känd som The Notorious B.I.G. och Biggie Smalls, boken Murder Rap: The Untold Story of the Biggie Smalls & Tupac Shakur Murder Investigations; Kading hävdar att Sean "Puffy" Combs beställde mordet på Tupac Shakur och att han hyrde in Southside Crips gänget för att utföra mordet. "Puffy" lovade "Keffe D", Orlando "BabyLane" Anderson och "Zip" en miljon dollar om de mördade Suge och Tupac. "Puffy" Combs beställde mordet på Tupac Shakur för att han ville att rivaliteten mellan East Coast- och West Coast-hiphopen skulle upphöra.

## Biografi

### Före berömmelsen

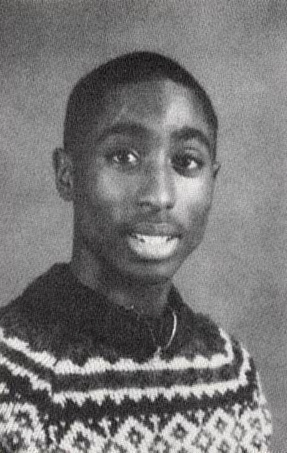
Shakurs årsbokfotografi från Baltimore School of the Arts, 1988.

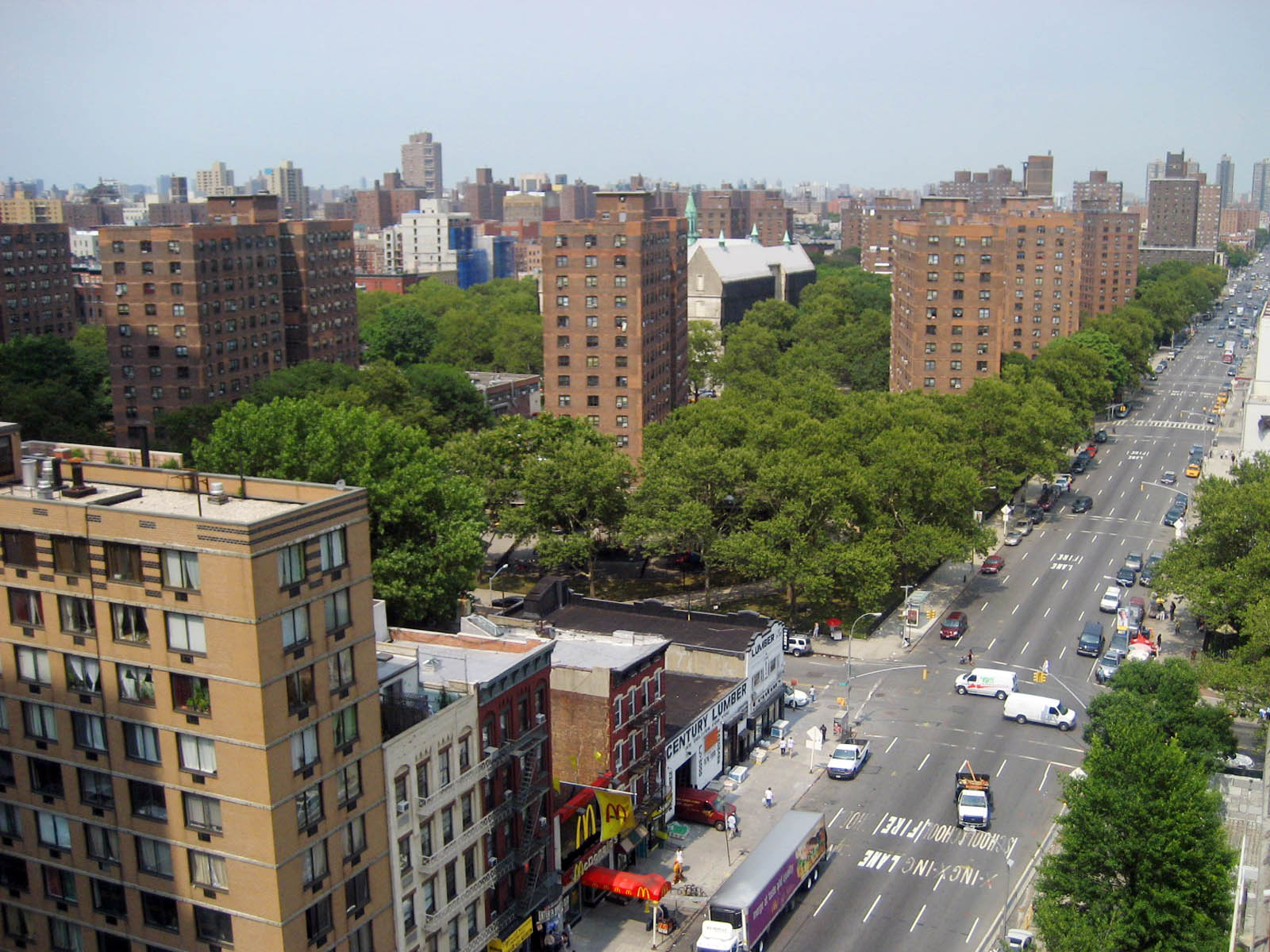
East Harlem i New York, där Shakur föddes.

Tupac föddes som Lesane Parish Crooks och hans mor, Afeni Shakur, ändrade hans namn till Tupac Amaru Shakur strax efter att han hade fötts. Namnet Tupac Amaru, som betyder skinande orm på quechua, kommer från den siste inkakungen Túpac Amaru II som slogs mot spanjorerna. Shakur är arabiska och betyder "tacksam (till Gud)".
Afeni, som var medlem av de Svarta pantrarna, satt i fängelse under tiden hon väntade Tupac, anklagad för att ha hjälpt till att organisera ett bombdåd. Hon blev emellertid frigiven strax innan Tupac föddes. Tupac sade sig inte veta säkert vem hans far var; hans närmaste fadersgestalter var istället hans gudfar, Svarta Panter-medlemmen Geronimo Pratt, samt styvfadern, aktivisten Mutulu Shakur. 
Afeni, Tupac och hans styvsyster, Sekyiwa, flyttade runt bland olika härbärgen och billiga hak i New York tills Tupac var 13 år, 1984, då familjen flyttade till Baltimore i Maryland. Tupac blev antagen till Baltimore School for the Arts där han studerade teater, balett, musik och andra konstformer. Det var även vid den här tiden som Tupac skrev sin första rap under pseudonymen MC New York. Hans första låt ska ha handlat om vapenkontroll och inspirerades av en god väns dödsskjutning.
Vistelsen i Baltimore blev inte långvarig. Modern var kraftigt beroende av crack och hon begav sig tillsammans med sin familj till Marin City i Kalifornien för att bo hos en vän. Tupac har själv sagt att det vid den här punkten i hans liv började gå utför. Polis- och myndighetsförakt, droglangning och allmän respektlöshet kom att prägla hans liv. Men vid sidan om detta fick Tupac också nya vänner som hjälpte honom att komma igång med musiken. Hans uppträdanden i grannskapet gav honom tillräckligt med uppmärksamhet för att få träffa, och provspela, för Shock G, en medlem i den klassiska hiphopgruppen Digital Underground. År 1990 gav sig Tupac ut på turné tillsammans med Digital Underground som roadie, och året därpå släppte han sitt debutalbum, 2Pacalypse Now.

### Livet som kändis
Tupacs debutalbum blev väldigt omtalat på grund av sitt moraliskt tvivelaktiga innehåll. En trafikpolis i Texas mördades av en ung man som vid ett tillfälle sade sig vara inspirerad av Tupacs musik. Detta ledde till utbredd kritik av Tupacs texter, bland annat uttalade den dåvarande vicepresidenten Dan Quayle att 2Pacalypse Now "inte har någon plats i vårt samhälle".
Debutalbumet rönte inga större framgångar försäljningsmässigt, men Tupacs andra album, Strictly 4 My N.I.G.G.A.Z., innehöll två låtar som kom att bli listettor: "Keep Ya Head Up", tillägnad svarta kvinnor, och den mer avslappnade partylåten "I Get Around". Året därpå släppte Tupac tillsammans med några vänner albumet Volume 1 under namnet Thug Life. 

### Death Row Records-tiden
I oktober 1995 när Tupac hade avtjänat 11 månader av sitt fyraåriga fängelsestraff för sexuellt övergrepp, löste Suge Knight ut borgen för Tupac som låg på 1,4 miljoner dollar i utbyte mot ett kontrakt hos hans skivbolag Death Row Records som hade artister som Snoop Dogg, Dr. Dre och Nate Dogg. Tupac påbörjade inspelningen av albumet med längst speltid dittills inom hiphopen: dubbelalbumet All Eyez on Me, tillägnat Tupacs kusin, som då nyligen hade fyllt två år. Detta album hade 2014 sålts i över tio miljoner exemplar och innehåller bland annat den numera klassiska California Love, i vilken Tupac, Dr Dre och Roger Troutman prisar delstaten Kalifornien. 
Det så kallade öst-västkustskriget trissades upp då Death Row Records, redan innan Tupacs ankomst, hade en dispyt med Puff Daddys Bad Boy Entertainment. Efter att Tupac blivit skjuten i New York-studion släppte Biggie låten Who Shot Ya?. Tupac släppte diss låten Hit 'Em Up i början av Juni 1996 som respons och anklagade även Biggie för att sno hans texter efter detta. Biggie uppgav senare att den låten hade skrivits flera månader innan Tupac blev skjuten, vilket sågs som en direkt provokation. I början av Maj 1996 släppte Tupac 2 of Amerikaz Most Wanted med Snoop Dogg där han bland annat hårt kritiserade hela Bad Boy-gänget.

### Shakurs familj
Shakurs mor är Afeni Shakur och hans far Billy Garland; hans gudfar heter Mutulu Shakur.
Shakur gifte sig med Keisha Morris medan han satt i fängelse. De träffades i juni 1994 och Shakur friade till henne efter endast tre månader. Shakur sade att han ville att de skulle flytta till Arizona och döpa en dotter till Star, eller en son till Michelangelo. De separerade emellertid strax efter Shakurs frigivning.

## Mordet på Tupac Shakur

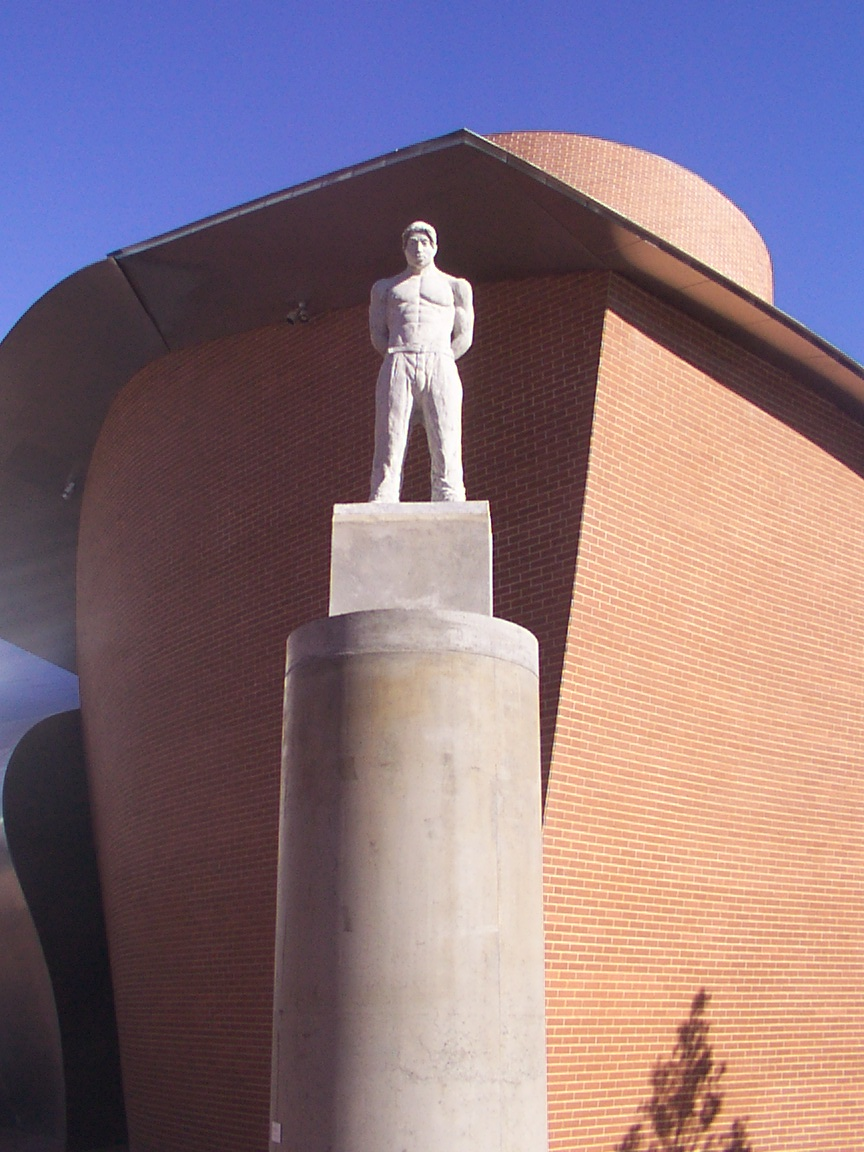
Tupacs Staty i Herford i Tyskland.

Tupac Shakur blev beskjuten vid en så kallad drive-by shooting i Las Vegas den 7 september 1996. Han avled sex dagar senare, den 13 september. Tupac hade tidigare under kvällen sett Mike Tyson besegra Bruce Seldon i en tungviktsfight i MGM Grand Casino. Tupac, Suge Knight och deras sällskap beslöt sig för att bege sig till Club 662, en nattklubb där 2Pac skulle ha en spelning. Tupac och Suge Knight satt ensamma i en BMW, med dussintalet bilar som följde med dem bakom. Vid korsningen Flamingo/Koval stannade man omkring klockan 23.15 lokal tid vid ett trafikljus, varvid en vit Cadillac körde upp bredvid och dess förare avlossade fyra skott.

### Teorier kring mordet

#### Orlando Anderson-teorin
Kort efter Mike Tyson-fighten ska Tupac Shakur, Suge Knight och deras entourage, till stor del bestående av gängmedlemmar knutna till Bloods-gänget i Los Angeles, ha misshandlat Orlando Anderson, medlem i det rivaliserande Crips-gänget. Händelsen fångades på band av kasinots kameraövervakning och skulle senare leda till att Knight dömdes till fängelse i nio år. Enligt teorin ska Anderson utkrävt sin hämnd på Tupac genom att skjuta honom senare under kvällen.

#### Suge Knight-teorin
Andra menar att Suge Knight ska ha konspirerat tillsammans med Orlando Anderson, som iscensatte misshandeln i förväg, för att på så sätt skapa ett motiv till varför Tupac skulle bli skjuten. Motivet sägs vara att Suge Knight var skyldig Tupac mycket stora summor pengar för obetalda royalties med mera. Tupac hade före mordet avslutat samarbetet med sin advokat David Kenner, tillika Suge Knights högra hand, och rykten florerade om att Tupac planerade att lämna Death Row Records för att starta ett eget skivbolag. Enligt teorin skulle då mordet på Tupac ha varit Suge Knights enda möjlighet att slippa betala av skulderna. Man menar även att Suge Knight låg bakom mordet på The Notorious B.I.G., som sköts ihjäl på ett liknande sätt sex månader senare, för att få morden att verka som ett resultat av Tupacs och Biggies rivalitet.

#### Notorious B.I.G.-teorin
Journalisten Chuck Phillips publicerade i Los Angeles Times på den sjätte årsdagen av mordet en hårt kritiserad teori att Tupacs rival Notorious B.I.G. låg bakom mordet. Philips hade genom sin research bland Crips medlemmar i Compton tagit reda på att Notorious B.I.G. befann sig i Las Vegas på mordnatten. Orlando Anderson ska ha sökt upp B.I.G. efter misshandeln, och erbjudit sig att skjuta Tupac i utbyte mot 1 miljon dollar. Teorin har kritiserats hårt för att vara högst osannolik. Det har exempelvis inte framlagts några bevis på att B.I.G. verkligen befann sig i Las Vegas under mordnatten.

#### Greg Kading-teorin
Det finns en mängd olika teorier om vem som mördade Tupac och varför. 2011 publicerade detektiven Greg Kading, som utredde mordet på Notorious B.I.G., boken Murder Rap: The Untold Story of the Biggie Smalls & Tupac Shakur Murder Investigations. Han menar, att Sean "Puffy" Combs beställde mordet på Tupac Shakur och att han hyrde in Southside Crips-gänget för att utföra mordet. "Puffy" lovade "Keffe D", Orlando "BabyLane" Anderson och "Zip" en miljon dollar om de mördade Suge och Tupac.

## Diskografi

### Studioalbum

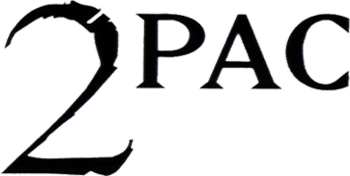
Shakurs logotyp.

- 1991 – 2Pacalypse Now
- 1993 – Strictly 4 My N.I.G.G.A.Z.
- 1994 – Thug Life
- 1995 – Me Against the World
- 1996 – All Eyez on Me

### Postumt släppta album
- 1996 – The Don Killuminati: The 7 Day Theory
- 1997 – R U Still Down? (Remember Me)
- 1998 – Greatest Hits
- 1999 – Still I Rise (med Outlawz)
- 2000 – The Rose That Grew from Concrete
- 2001 – Until the End of Time
- 2002 – Better Dayz
- 2003 – Tupac: Resurrection
- 2004 – Loyal to the Game
- 2006 – Pac's Life

### Singlar
| År   | Titel                                                     | Listplaceringar | Listplaceringar  | Listplaceringar | Listplaceringar  |
| År   | Titel                                                     | U.S. Hot 100    | U.S. R&B/Hip-Hop | U.S. Rap        | UK Singles Chart |
| ---- | --------------------------------------------------------- | --------------- | ---------------- | --------------- | ---------------- |
| 1991 | Brenda's Got a Baby                                       | #11             | #23              | #3              | -                |
| 1992 | Trapped                                                   | -               | -                | -               | -                |
| 1992 | If My Homie Calls                                         | -               | -                | #3              | -                |
| 1993 | Keep Ya Head Up                                           | #12             | #7               | #2              | -                |
| 1993 | I Get Around (med Digital Underground)                    | #11             | #5               | #8              | -                |
| 1993 | Papa'z Song                                               | #87             | #82              | #24             | -                |
| 1993 | Holla If Ya' Hear Me                                      | -               | -                | -               | -                |
| 1994 | Cradle to the Grave (med Thug Life)                       | -               | #91              | #25             | -                |
| 1994 | Pour Out a Little Liquor (med Thug Life)                  | -               | -                | -               | -                |
| 1995 | Dear Mama                                                 | #9              | #3               | #1              | #27              |
| 1995 | So Many Tears                                             | #44             | #21              | #6              | -                |
| 1995 | Temptations                                               | #68             | #35              | #13             | -                |
| 1996 | California Love (med Dr. Dre och Roger Troutman)          | #1              | #1               | #1              | #6               |
| 1996 | 2 of Americaz Most Wanted (med Snoop Dogg)                | -               | -                | -               | -                |
| 1996 | How Do You Want It (med K-Ci och JoJo)                    | #1              | #1               | #1              | #17              |
| 1996 | I Ain't Mad at Cha (med Danny Boy)                        | -               | -                | -               | -                |
| 1996 | Life Goes On                                              | -               | -                | -               | -                |
| 1996 | Toss It Up (med Danny Boy, K-Ci och JoJo)                 | -               | -                | -               | -                |
| 1997 | To Live & Die in LA                                       | -               | -                | -               | -                |
| 1997 | Hail Mary                                                 | -               | -                | -               | -                |
| 1997 | Wanted Dead or Alive (med Snoop Dogg)                     | -               | -                | -               | #16              |
| 1997 | Made Niggaz                                               | -               | -                | -               | -                |
| 1997 | I Wonder If Heaven Got a Ghetto                           | #67             | #14              | #18             | #21              |
| 1997 | Do for Love                                               | #21             | #10              | #2              | #12              |
| 1998 | Changes                                                   | #5              | #3               | #3              | #3               |
| 1999 | Unconditional Love                                        | -               | -                | -               | -                |
| 2000 | Baby Don't Cry (Keep Ya Head up II) (med Outlawz)         | #72             | #36              | -               | -                |
| 2001 | Until the End of Time                                     | #52             | #21              | -               | #4               |
| 2001 | Letter 2 My Unborn                                        | -               | #64              | #10             | #21              |
| 2002 | Thugz Mansion (med Nas)                                   | #19             | #10              | #4              | #24              |
| 2003 | Still Ballin' (med Trick Daddy)                           | #69             | #31              | #15             | -                |
| 2003 | Runnin' (Dying to Live) (med The Notorious B.I.G.)        | #19             | #11              | #5              | #17              |
| 2003 | One Day at a Time (Em's Version) (med Eminem och Outlawz) | -               | -                | -               | -                |
| 2004 | Thugs Get Lonely Too (med Nate Dogg)                      | #98             | #55              | -               | -                |
| 2005 | Ghetto Gospel (med Elton John)                            | -               | -                | -               | #1               |
| 2007 | Pac's Life (med Ashanti och T.I.P.)                       | -               | -                | -               | #1               |

## Filmografi
- 1992 – Juice
- 1993 – Poetic Justice
- 1994 – Above the Rim
- 1996 – Bullet
- 1997 – Gridlock'd
- 1997 – Gang Related
- 2003 – Tupac: Resurrection (dokumentär)